# Stævnemøde med døden
Stævnemøde med døden (en: Appointment with Death) er en Agatha Christie krimi fra 1938, som begynder med, at Hercule Poirot i Jerusalem overhører sætningen "Du kan da nok indse, at hun må dræbes" . I Petra foregår en arkæologisk udgravning, og her bliver genstanden for den ordveksling, Poirot tilfældigt hørte, myrdet.

## Plot
Gerningsstedet er isoleret fra omverdenen, så det må være en af de tilstedeværende, der er morder. Ud over familien Boynton og den unge læge, Sarah King, består ekspeditionen af personer af forskellig stand og nationalitet, bl.a. et engelsk parlamentsmedlem lady Westholme. 
Poirot burde som vidne til den afslørende samtale have et forspring i opklaringen af drabet; men der er mange, der har et motiv til at dræbe Mrs. Boynton, som viser sig at være en sadistisk matriark, hvis omgivelser er stækt plaget af hendes ondskab.. Poirot opklarer forbrydelsen og tillader, at den skyldige får en anden straf end samfundets: hængning.

## Anmeldelser
Bogen er meget underholdende, og anmelderne var generelt begejstrede. 

## Bearbejdning
Appointment with Death er bearbejdet for teater

## Danske udgaver
- Carit Andersen; 1946.
- Carit Andersen (De trestjernede kriminalromaner); 1964.
- Forum (Agatha Christie, 28); 1972
- Wangel;Forum; bogklub. udgave; 1990.
- Forums kriminalromaner; 4. udgave; 1997
- Peter Asschenfeldts nye Forlag; 2000. Ny titel: "Aftale med døden".